# Spilosoma fuscitincta
Spilosoma fuscitincta là một loài bướm đêm thuộc phân họ Arctiinae, họ Erebidae.